# Hit & Run (série télévisée)
Cette page contient des caractères spéciaux ou non latins. S’ils s’affichent mal (▯, ?, etc.), consultez la page d’aide Unicode.
Hit & Run, ou Délit de fuite au Québec (hébreu : פגע וברח), est un feuilleton télévisé israélo-américain en neuf épisodes d'environ 49 minutes créé et écrit par Avi Issacharoff, Lior Raz, Dawn Prestwich et Nicole Yorkin, et mis en ligne le 6 août 2021 sur Netflix.

## Synopsis
La série est centrée sur un homme marié et heureux, Segev Azulai, dont la vie est bouleversée lorsque sa femme est tuée dans un mystérieux accident avec délit de fuite à Tel Aviv. Accablé de chagrin et confus, il recherche les assassins de sa femme, qui ont fui aux États-Unis. Avec l'aide d'une ex-amante, Naomi Hicks, il découvre des vérités troublantes sur sa femme bien-aimée et les secrets qu'elle lui a cachés.

## Distribution
- Lior Raz (VF : Jérémie Covillault) : Segev Azulai
- Lior Ashkenazi (VF : Bernard Bollet) : Assaf Talmor
- Sanaa Lathan (VF : Annie Milon) : Naomi Hicks
- Kaelen Ohm (d) (VF : Marie-Eugénie Maréchal) : Danielle Wexler Azulai
- Moran Rosenblatt : Tali Shapira
- Gregg Henry (VF : Emmanuel Jacomy) : Martin Wexler
- Gal Toren (VF : Anatole de Bodinat) : Ron Harel

## Production
La série a été écrite par Avi Issacharoff, Lior Raz, Dawn Prestwich et Nicole Yorkin. Mike Barker dirige le pilote et trois autres épisodes ; Neasa Hardiman et Rotem Shamir réalisent également respectivement 3 et 2 épisodes. Il s'agit du premier feuilleton original Netflix d'Israël.
En septembre 2021, la série est annulée.

## Épisodes
1. Délit de fuite
2. L'Amour en deuil
3. Amis et ennemis
4. Des casses et des clés
5. Du même sang
6. Cache-cache
7. Un carton de vie
8. La Prose et le prisonnier
9. Chercher et détruire